# الحروب النيقية اللاتينية
الحروب النيقية اللاتينية هي سلسلة من الحروب بين الإمبراطورية اللاتينية وإمبراطورية نيقية، بدءًا من تفكك الإمبراطورية البيزنطية بالحملة الصليبية الرابعة في عام 1204. ساعدت الإمبراطورية اللاتينية دولًا صليبية أخرى تأسست على الأراضي البيزنطية بعد الحملة الصليبية الرابعة، إضافةً لجمهورية البندقية، في حين أن إمبراطورية نيقية كانت مدعومة من حين لآخر من قِبل الإمبراطورية البلغارية الثانية، وطلبت مساعدة منافس جمهورية البندقية، جمهورية جنوة. شمل الصراع أيضًا ديسبوتية إبيروس اليونانية، التي ادعت أيضًا أحقيتها بالميراث البيزنطي وعارضت الهيمنة النيقية. لم تنهِ استعادة القسطنطينية عام 1261 واستعادة الإمبراطورية البيزنطية تحت حكم سلالة بالايولوغوس الصراع، إذ أطلق البيزنطيون جهودًا متفرقة لاستعادة جنوب اليونان (إمارة أخايا ودوقية أثينا) وجزر بحر إيجة حتى القرن الخامس عشر، بينما حاولت القوى اللاتينية، بقيادة مملكة نابولي، استعادة الإمبراطورية اللاتينية وشنت هجمات على الإمبراطورية البيزنطية.

## خلفية
على الرغم من أوامر البابا بعدم مهاجمة القسطنطينية، نهب الصليبيون المدينة عام 1204. بعد ذلك، أسسوا الإمبراطورية اللاتينية، مركزها القسطنطينية. كانت القسطنطينية مدينة مقدسة وسعى النيقيون لاستعادتها من أجل إضفاء الشرعية على خلافة الإمبراطورية البيزنطية.

## مسار الحرب

### الهجوم على أداراميتيون
شجع الأرمن هنري فلاندرز ، شقيق الإمبراطور اللاتيني بالدوين الأول القسطنطيني، على القيام بمحاولة في مدينة أدراميتيون. غادر من أبيدوس، بعد ما ترك حامية في المدينة، ومشى لمدة يومين قبل أن يخيم أمام أدارميتيون. استسلمت المدينة بسرعة، وشرع هنري في احتلال المدينة، واستخدمها كقاعدة لمهاجمة البيزنطيين.
في 19 مارس 1205، سعى قسطنطين لاسكاريس للانتقام من الحملة الصليبية الرابعة، وبالتالي ظهر أمام أسوار المدينة. فتح هنري، رافضًا البقاء محاصرًا خلف أسوار أدراميتيون، البوابات وأغار مع سلاح الفرسان الثقيل. انخرط الجانبان في قتال مباشر، وانتصر اللاتين، الذين قتلوا أو أسروا عددًا كبيرًا من الجيش البيزنطي. استولى اللاتين على كمية كبيرة من الأسلحة والكنوز في أعقاب ذلك.

### معركة رينداكوس
بعد هزيمة نيقية، أصبحت الإمبراطورية اللاتينية في وضع مميز. لكن الحاجة لمواجهة البلغار في أوروبا أجبرتها على عقد هدنة والانسحاب. بحلول عام 1211، لم يبق سوى مكان صغير حول بيغاي في أيدي اللاتين. مستفيدًا من الخسائر التي تكبدها الجيش النيقي ضد السلاجقة في معركة أنطاكية على مينيدر، نزل هنري مع جيشه في بيغاي وسار شرقًا إلى نهر رينداكوس في 15 أكتوبر 1211. ربما كان لدى هنري حوالي 260 فارسًا فرانكيًا. كان لإسكاريس قوة أكبر بشكل عام، ولكن فقط حفنة من المرتزقة الفرنجة، إذ عانوا بشكل خاص ضد السلاجقة. أعد لاسكاريس كمينًا في رينداكوس، لكن هنري هاجم مواقعه وتشتت القوات النيقية في معركة استمرت يومًا كاملاً في 15 أكتوبر. كان الانتصار اللاتيني، الذي أحرز دون وقوع إصابات، ساحقًا. بعد المعركة سار هنري دون معارضة عبر أراضي نيقية، ووصل جنوبًا حتى نيمفايوم.
انقضت الحرب بعد ذلك، وأبرم كلا الجانبين معاهدة نيمفايوم، التي أعطت الإمبراطورية اللاتينية السيطرة على معظم مستحة ميسيا حتى قرية كالاموس (غيلمبي حاليًا)، والتي كان من المقرر أن تكون غير مأهولة وتكون علامة الحدود بين الدولتين.